# 宮永芳行
宮永芳行（みやなが よしゆき、1950年2月15日 - ）は、日本の実業家。元株式会社常陽銀行代表取締役専務、常陽保険サービス株式会社取締役会長、元代表取締役社長、公益社団法人茨城県中小企業振興公社戦略マネージャー。

## 人物・経歴
1950年2月15日茨城県水戸市生まれ。1972年3月千葉商科大学商経学部卒業。同年4月株式会社常陽銀行入行。1994年7月公務部次長、1996年4月県庁支店長、1999年1月法人金融部長、同年6月法人事業部長、2002年6月東京営業部統括部長、2003年6月執行役員 東京営業部長、2005年6月常務取締役（個人部門長委嘱）、2008年6月 常務取締役（営業本部長兼個人部門長委嘱）、2009年6月代表取締役専務就任。2011年常陽保険サービス株式会社取締役社長、2015年取締役会長。2015年公益社団法人茨城県中小企業振興公社戦略マネージャー就任。